# Tour du Pays basque 2022
Le Tour du Pays basque 2022 est la 61e édition de cette course cycliste sur route masculine. La compétition a lieu du 4 avril au 9 avril 2022, entre Fontarrabie et Arrate en Espagne. Le parcours comprend un total de six étapes tracées sur une distance totale de 882 kilomètres.
La course fait partie du calendrier UCI World Tour 2022 en catégorie 2.UWT et a été remportée par le Colombien Daniel Martínez.

## Présentation

### Parcours
La course se compose de six étapes. La première se court sous la forme d'un contre-la-montre individuel de 7,5 km dans les rues de Fontarrabie (en basque : Hondarribia), ville frontalière proche d'Hendaye, et présente deux côtes courtes mais raides à gravir. Les étapes 2, 3, 4 et 5 ont un profil vallonné ou de moyenne montagne avec des ascensions de cols de deuxième catégorie. La sixième et dernière étape est l'étape reine avec trois cols de première catégorie au programme (Azurki, Krabelin et Usartza) et l'arrivée jugée à Arrate soit seulement 2,4 kilomètres après avoir franchi le dernier col.

### Étapes
| Étape     | Date   | Villes étapes             | type                        | Distance (km) | Dénivelé (m) | Vainqueur d'étape  | Leader du classement général |
| --------- | ------ | ------------------------- | --------------------------- | ------------- | ------------ | ------------------ | ---------------------------- |
| 1re étape | 4 avr. | Fontarrabie – Fontarrabie | contre-la-montre individuel | 7,5           | 100 m        | Primož Roglič      | Primož Roglič                |
| 2e étape  | 5 avr. | Leitza – Viana            | étape vallonnée             | 207,9         | 2 625 m      | Julian Alaphilippe | Primož Roglič                |
| 3e étape  | 6 avr. | Laudio – Amurrio          | étape de moyenne montagne   | 181,7         | 3 278 m      | Pello Bilbao       | Primož Roglič                |
| 4e étape  | 7 avr. | Vitoria-Gasteiz – Zamudio | étape de moyenne montagne   | 185,6         | 2 703 m      | Daniel Martínez    | Primož Roglič                |
| 5e étape  | 8 avr. | Zamudio – Mallabia        | étape de montagne           | 163,7         | 3 485 m      | Carlos Rodríguez   | Remco Evenepoel              |
| 6e étape  | 9 avr. | Eibar – Arrate            | étape de montagne           | 135,6         | 3 636 m      | Ion Izagirre       | Daniel Martínez              |

### Équipes
En tant qu'épreuve World Tour, les 18 équipes World Tour participent automatiquement à la course. Par ailleurs, l'organisateur a également convié cinq équipes UCI ProTeams.
| WorldTeams (18)- AG2R Citroën Team - Astana Qazaqstan Team - Bahrain Victorious - Bora-Hansgrohe - Cofidis - EF Education-EasyPost - Groupama-FDJ - Ineos Grenadiers - Intermarché-Wanty-Gobert Matériaux - Israel-Premier Tech - Jumbo-Visma - Lotto-Soudal - Movistar Team - Quick-Step Alpha Vinyl - BikeExchange-Jayco - Team DSM - Trek-Segafredo - UAE Team Emirates ProTeams (5)- TotalEnergies - Burgos-BH - Caja Rural-Seguros RGA - Equipo Kern Pharma - Euskaltel-Euskadi |
| |

### Favoris et principaux participants
Le Slovène Primož Roglič (Jumbo Visma), double vainqueur de l’épreuve dont la dernière édition, accompagné par son coéquipier danois Jonas Vingegaard, deuxième du Tour de France 2021, sont cités comme favoris au même titre que l'Espagnol Ion Izagirre (Cofidis), lauréat de l’édition 2019. Le double champion du monde français Julian Alaphilippe ainsi que son jeune équipier belge du team Quick-Step Alpha Vinyl Remco Evenepoel sont aussi cités parmi les vainqueurs potentiels. Parmi les autres favoris, on peut aussi citer : le Britannique Adam Yates (Ineos Grenadiers), les Espagnols Pello Bilbao (Bahrain Victorious) et Enric Mas (Movistar), le Français David Gaudu (Groupama FDJ) ainsi que le Russe Aleksandr Vlasov (Bora Hansgrohe) et son coéquipier colombien Sergio Higuita.

## Déroulement de la course

### 1reétape
| \| Classement de l'étape \| Classement de l'étape \| Classement de l'étape \| Classement de l'étape \| Classement de l'étape \| \| Coureur \| Coureur \| Pays \| Équipe \| Temps \| \| --------------------- \| --------------------- \| --------------------- \| ---------------------- \| --------------------- \| \| 1er \| Primož Roglič \| Slovénie \| Jumbo-Visma \| 9 min 48 s \| \| 2e \| Remco Evenepoel \| Belgique \| Quick-Step Alpha Vinyl \| + 5 s \| \| 3e \| Rémi Cavagna \| France \| Quick-Step Alpha Vinyl \| + 16 s \| \| 4e \| Geraint Thomas \| Royaume-Uni \| Ineos Grenadiers \| + 18 s \| \| 5e \| Adam Yates \| Royaume-Uni \| Ineos Grenadiers \| + 18 s \| \| 6e \| Aleksandr Vlasov \| Russie \| Bora-Hansgrohe \| + 18 s \| \| 7e \| Bruno Armirail \| France \| Groupama-FDJ \| + 20 s \| \| 8e \| Ion Izagirre \| Espagne \| Cofidis \| + 20 s \| \| 9e \| Jonas Vingegaard \| Danemark \| Jumbo-Visma \| + 20 s \| \| 10e \| Ben Tulett \| Royaume-Uni \| Ineos Grenadiers \| + 21 s \| |                  |             |                        |            |
| |                  |             |                        |            |
| Source : ProCyclingStats |                  |             |                        |            |
| Classement de l'étape |                  |             |                        |            |
| Coureur | Coureur          | Pays        | Équipe                 | Temps      |
| 1er | Primož Roglič    | Slovénie    | Jumbo-Visma            | 9 min 48 s |
| 2e | Remco Evenepoel  | Belgique    | Quick-Step Alpha Vinyl | + 5 s      |
| 3e | Rémi Cavagna     | France      | Quick-Step Alpha Vinyl | + 16 s     |
| 4e | Geraint Thomas   | Royaume-Uni | Ineos Grenadiers       | + 18 s     |
| 5e | Adam Yates       | Royaume-Uni | Ineos Grenadiers       | + 18 s     |
| 6e | Aleksandr Vlasov | Russie      | Bora-Hansgrohe         | + 18 s     |
| 7e | Bruno Armirail   | France      | Groupama-FDJ           | + 20 s     |
| 8e | Ion Izagirre     | Espagne     | Cofidis                | + 20 s     |
| 9e | Jonas Vingegaard | Danemark    | Jumbo-Visma            | + 20 s     |
| 10e | Ben Tulett       | Royaume-Uni | Ineos Grenadiers       | + 21 s     |

| \| Classement général \| Classement général \| Classement général \| Classement général \| Classement général \| \| Coureur \| Coureur \| Pays \| Équipe \| Temps \| \| ------------------ \| ------------------ \| ------------------ \| ---------------------- \| ------------------ \| \| 1er \| Primož Roglič \| Slovénie \| Jumbo-Visma \| 9 min 48 s \| \| 2e \| Remco Evenepoel \| Belgique \| Quick-Step Alpha Vinyl \| + 5 s \| \| 3e \| Rémi Cavagna \| France \| Quick-Step Alpha Vinyl \| + 16 s \| \| 4e \| Geraint Thomas \| Royaume-Uni \| Ineos Grenadiers \| + 18 s \| \| 5e \| Adam Yates \| Royaume-Uni \| Ineos Grenadiers \| + 18 s \| \| 6e \| Aleksandr Vlasov \| Russie \| Bora-Hansgrohe \| + 18 s \| \| 7e \| Bruno Armirail \| France \| Groupama-FDJ \| + 20 s \| \| 8e \| Ion Izagirre \| Espagne \| Cofidis \| + 20 s \| \| 9e \| Jonas Vingegaard \| Danemark \| Jumbo-Visma \| + 20 s \| \| 10e \| Ben Tulett \| Royaume-Uni \| Ineos Grenadiers \| + 21 s \| |                  |             |                        |            |
| |                  |             |                        |            |
| Source : ProCyclingStats |                  |             |                        |            |
| Classement général |                  |             |                        |            |
| Coureur | Coureur          | Pays        | Équipe                 | Temps      |
| 1er | Primož Roglič    | Slovénie    | Jumbo-Visma            | 9 min 48 s |
| 2e | Remco Evenepoel  | Belgique    | Quick-Step Alpha Vinyl | + 5 s      |
| 3e | Rémi Cavagna     | France      | Quick-Step Alpha Vinyl | + 16 s     |
| 4e | Geraint Thomas   | Royaume-Uni | Ineos Grenadiers       | + 18 s     |
| 5e | Adam Yates       | Royaume-Uni | Ineos Grenadiers       | + 18 s     |
| 6e | Aleksandr Vlasov | Russie      | Bora-Hansgrohe         | + 18 s     |
| 7e | Bruno Armirail   | France      | Groupama-FDJ           | + 20 s     |
| 8e | Ion Izagirre     | Espagne     | Cofidis                | + 20 s     |
| 9e | Jonas Vingegaard | Danemark    | Jumbo-Visma            | + 20 s     |
| 10e | Ben Tulett       | Royaume-Uni | Ineos Grenadiers       | + 21 s     |

### 2eétape
L'échappée matinale compte quatre coureurs espagnols : Julen Amézqueta (Caja Rural), Ibai Azurmendi (Euskaltel Euskadi), Ibon Ruiz (Kern Pharma) et Ander Okamika (Burgos BH). À 15 kilomètres de l'arrivée, les quatre fuyards possèdent encore une avance de deux minutes sur le peloton. Trois kilomètres plus loin, Ruiz attaque et s'isole en tête mais il est finalement repris par le peloton à moins de 500 mètres du terme. Le sprint d'un peloton très étiré est facilement remporté par le champion du monde français Julian Alaphilippe (Quick-Step Alpha Vinyl) bien emmené par son coéquipier Remco Evenepoel.
| \| Classement de l'étape \| Classement de l'étape \| Classement de l'étape \| Classement de l'étape \| Classement de l'étape \| \| Coureur \| Coureur \| Pays \| Équipe \| Temps \| \| --------------------- \| --------------------- \| --------------------- \| ---------------------------------- \| --------------------- \| \| 1er \| Julian Alaphilippe \| France \| Quick-Step Alpha Vinyl \| 5 h 04 min 35 s \| \| 2e \| Fabien Doubey \| France \| TotalEnergies \| + 0 s \| \| 3e \| Quinten Hermans \| Belgique \| Intermarché-Wanty-Gobert Matériaux \| + 0 s \| \| 4e \| Hugo Houle \| Canada \| Israel-Premier Tech \| + 0 s \| \| 5e \| Orluis Aular \| Venezuela \| Caja Rural-Seguros RGA \| + 0 s \| \| 6e \| Gotzon Martín \| Espagne \| Euskaltel-Euskadi \| + 0 s \| \| 7e \| Adam Yates \| Royaume-Uni \| Ineos Grenadiers \| + 0 s \| \| 8e \| David Gaudu \| France \| Groupama-FDJ \| + 0 s \| \| 9e \| Remco Evenepoel \| Belgique \| Quick-Step Alpha Vinyl \| + 0 s \| \| 10e \| Maxim Van Gils \| Belgique \| Lotto-Soudal \| + 0 s \| |                    |             |                                    |                 |
| |                    |             |                                    |                 |
| Source : ProCyclingStats |                    |             |                                    |                 |
| Classement de l'étape |                    |             |                                    |                 |
| Coureur | Coureur            | Pays        | Équipe                             | Temps           |
| 1er | Julian Alaphilippe | France      | Quick-Step Alpha Vinyl             | 5 h 04 min 35 s |
| 2e | Fabien Doubey      | France      | TotalEnergies                      | + 0 s           |
| 3e | Quinten Hermans    | Belgique    | Intermarché-Wanty-Gobert Matériaux | + 0 s           |
| 4e | Hugo Houle         | Canada      | Israel-Premier Tech                | + 0 s           |
| 5e | Orluis Aular       | Venezuela   | Caja Rural-Seguros RGA             | + 0 s           |
| 6e | Gotzon Martín      | Espagne     | Euskaltel-Euskadi                  | + 0 s           |
| 7e | Adam Yates         | Royaume-Uni | Ineos Grenadiers                   | + 0 s           |
| 8e | David Gaudu        | France      | Groupama-FDJ                       | + 0 s           |
| 9e | Remco Evenepoel    | Belgique    | Quick-Step Alpha Vinyl             | + 0 s           |
| 10e | Maxim Van Gils     | Belgique    | Lotto-Soudal                       | + 0 s           |

| \| Classement général \| Classement général \| Classement général \| Classement général \| Classement général \| \| Coureur \| Coureur \| Pays \| Équipe \| Temps \| \| ------------------ \| ------------------ \| ------------------ \| ---------------------- \| ------------------ \| \| 1er \| Primož Roglič \| Slovénie \| Jumbo-Visma \| 5 h 04 min 35 s \| \| 2e \| Remco Evenepoel \| Belgique \| Quick-Step Alpha Vinyl \| + 5 s \| \| 3e \| Rémi Cavagna \| France \| Quick-Step Alpha Vinyl \| + 16 s \| \| 4e \| Geraint Thomas \| Royaume-Uni \| Ineos Grenadiers \| + 18 s \| \| 5e \| Adam Yates \| Royaume-Uni \| Ineos Grenadiers \| + 18 s \| \| 6e \| Aleksandr Vlasov \| Russie \| Bora-Hansgrohe \| + 18 s \| \| 7e \| Bruno Armirail \| France \| Groupama-FDJ \| + 20 s \| \| 8e \| Ion Izagirre \| Espagne \| Cofidis \| + 20 s \| \| 9e \| Jonas Vingegaard \| Danemark \| Jumbo-Visma \| + 20 s \| \| 10e \| Ben Tulett \| Royaume-Uni \| Ineos Grenadiers \| + 21 s \| |                  |             |                        |                 |
| |                  |             |                        |                 |
| Source : ProCyclingStats |                  |             |                        |                 |
| Classement général |                  |             |                        |                 |
| Coureur | Coureur          | Pays        | Équipe                 | Temps           |
| 1er | Primož Roglič    | Slovénie    | Jumbo-Visma            | 5 h 04 min 35 s |
| 2e | Remco Evenepoel  | Belgique    | Quick-Step Alpha Vinyl | + 5 s           |
| 3e | Rémi Cavagna     | France      | Quick-Step Alpha Vinyl | + 16 s          |
| 4e | Geraint Thomas   | Royaume-Uni | Ineos Grenadiers       | + 18 s          |
| 5e | Adam Yates       | Royaume-Uni | Ineos Grenadiers       | + 18 s          |
| 6e | Aleksandr Vlasov | Russie      | Bora-Hansgrohe         | + 18 s          |
| 7e | Bruno Armirail   | France      | Groupama-FDJ           | + 20 s          |
| 8e | Ion Izagirre     | Espagne     | Cofidis                | + 20 s          |
| 9e | Jonas Vingegaard | Danemark    | Jumbo-Visma            | + 20 s          |
| 10e | Ben Tulett       | Royaume-Uni | Ineos Grenadiers       | + 21 s          |

### 3eétape
Un groupe de treize hommes comprenant la plupart des favoris se présente à l'arrivée. Comme la veille, Remco Evenepoel emmène le groupe avant la flamme rouge, mais Alaphilippe est battu sur la ligne par l'Espagnol Pello Bilbao.
| \| Classement de l'étape \| Classement de l'étape \| Classement de l'étape \| Classement de l'étape \| Classement de l'étape \| \| Coureur \| Coureur \| Pays \| Équipe \| Temps \| \| --------------------- \| --------------------- \| --------------------- \| ---------------------- \| --------------------- \| \| 1er \| Pello Bilbao \| Espagne \| Bahrain Victorious \| 4 h 35 min 24 s \| \| 2e \| Julian Alaphilippe \| France \| Quick-Step Alpha Vinyl \| + 0 s \| \| 3e \| Aleksandr Vlasov \| Russie \| Bora-Hansgrohe \| + 0 s \| \| 4e \| David Gaudu \| France \| Groupama-FDJ \| + 0 s \| \| 5e \| Enric Mas \| Espagne \| Movistar Team \| + 0 s \| \| 6e \| Pierre Latour \| France \| TotalEnergies \| + 0 s \| \| 7e \| Primož Roglič \| Slovénie \| Jumbo-Visma \| + 0 s \| \| 8e \| Ion Izagirre \| Espagne \| Cofidis \| + 0 s \| \| 9e \| Jonas Vingegaard \| Danemark \| Jumbo-Visma \| + 0 s \| \| 10e \| Rigoberto Urán \| Colombie \| EF Education-EasyPost \| + 0 s \| |                    |          |                        |                 |
| |                    |          |                        |                 |
| Source : ProCyclingStats |                    |          |                        |                 |
| Classement de l'étape |                    |          |                        |                 |
| Coureur | Coureur            | Pays     | Équipe                 | Temps           |
| 1er | Pello Bilbao       | Espagne  | Bahrain Victorious     | 4 h 35 min 24 s |
| 2e | Julian Alaphilippe | France   | Quick-Step Alpha Vinyl | + 0 s           |
| 3e | Aleksandr Vlasov   | Russie   | Bora-Hansgrohe         | + 0 s           |
| 4e | David Gaudu        | France   | Groupama-FDJ           | + 0 s           |
| 5e | Enric Mas          | Espagne  | Movistar Team          | + 0 s           |
| 6e | Pierre Latour      | France   | TotalEnergies          | + 0 s           |
| 7e | Primož Roglič      | Slovénie | Jumbo-Visma            | + 0 s           |
| 8e | Ion Izagirre       | Espagne  | Cofidis                | + 0 s           |
| 9e | Jonas Vingegaard   | Danemark | Jumbo-Visma            | + 0 s           |
| 10e | Rigoberto Urán     | Colombie | EF Education-EasyPost  | + 0 s           |

| \| Classement général \| Classement général \| Classement général \| Classement général \| Classement général \| \| Coureur \| Coureur \| Pays \| Équipe \| Temps \| \| ------------------ \| ------------------ \| ------------------ \| ---------------------- \| ------------------ \| \| 1er \| Primož Roglič \| Slovénie \| Jumbo-Visma \| 9 h 49 min 47 s \| \| 2e \| Remco Evenepoel \| Belgique \| Quick-Step Alpha Vinyl \| + 5 s \| \| 3e \| Aleksandr Vlasov \| Russie \| Bora-Hansgrohe \| + 14 s \| \| 4e \| Adam Yates \| Royaume-Uni \| Ineos Grenadiers \| + 18 s \| \| 5e \| Pello Bilbao \| Espagne \| Bahrain Victorious \| + 19 s \| \| 6e \| Jonas Vingegaard \| Danemark \| Jumbo-Visma \| + 19 s \| \| 7e \| Ion Izagirre \| Espagne \| Cofidis \| + 20 s \| \| 8e \| Daniel Martínez \| Colombie \| Ineos Grenadiers \| + 21 s \| \| 9e \| Pierre Latour \| France \| TotalEnergies \| + 25 s \| \| 10e \| Julian Alaphilippe \| France \| Quick-Step Alpha Vinyl \| + 28 s \| |                    |             |                        |                 |
| |                    |             |                        |                 |
| Source : ProCyclingStats |                    |             |                        |                 |
| Classement général |                    |             |                        |                 |
| Coureur | Coureur            | Pays        | Équipe                 | Temps           |
| 1er | Primož Roglič      | Slovénie    | Jumbo-Visma            | 9 h 49 min 47 s |
| 2e | Remco Evenepoel    | Belgique    | Quick-Step Alpha Vinyl | + 5 s           |
| 3e | Aleksandr Vlasov   | Russie      | Bora-Hansgrohe         | + 14 s          |
| 4e | Adam Yates         | Royaume-Uni | Ineos Grenadiers       | + 18 s          |
| 5e | Pello Bilbao       | Espagne     | Bahrain Victorious     | + 19 s          |
| 6e | Jonas Vingegaard   | Danemark    | Jumbo-Visma            | + 19 s          |
| 7e | Ion Izagirre       | Espagne     | Cofidis                | + 20 s          |
| 8e | Daniel Martínez    | Colombie    | Ineos Grenadiers       | + 21 s          |
| 9e | Pierre Latour      | France      | TotalEnergies          | + 25 s          |
| 10e | Julian Alaphilippe | France      | Quick-Step Alpha Vinyl | + 28 s          |

### 4eétape
Dernier rescapé d'une longue échappée constituée initialement de quinze hommes, le Français Victor Lafay est repris à 950 mètres de la ligne d'arrivée grâce au travail de Remco Evenepoel, en tête du peloton. Le Colombien Daniel Martínez gagne le sprint de justesse face à Julian Alaphilippe et Diego Ulissi.
| \| Classement de l'étape \| Classement de l'étape \| Classement de l'étape \| Classement de l'étape \| Classement de l'étape \| \| Coureur \| Coureur \| Pays \| Équipe \| Temps \| \| --------------------- \| --------------------- \| --------------------- \| ---------------------- \| --------------------- \| \| 1er \| Daniel Martínez \| Colombie \| Ineos Grenadiers \| 4 h 15 min 23 s \| \| 2e \| Julian Alaphilippe \| France \| Quick-Step Alpha Vinyl \| + 0 s \| \| 3e \| Diego Ulissi \| Italie \| UAE Team Emirates \| + 0 s \| \| 4e \| Primož Roglič \| Slovénie \| Jumbo-Visma \| + 0 s \| \| 5e \| Pello Bilbao \| Espagne \| Bahrain Victorious \| + 0 s \| \| 6e \| Orluis Aular \| Venezuela \| Caja Rural-Seguros RGA \| + 0 s \| \| 7e \| Ruben Guerreiro \| Portugal \| EF Education-EasyPost \| + 0 s \| \| 8e \| Rudy Molard \| France \| Groupama-FDJ \| + 0 s \| \| 9e \| Aleksandr Vlasov \| Russie \| Bora-Hansgrohe \| + 0 s \| \| 10e \| Gianluca Brambilla \| Italie \| Trek-Segafredo \| + 0 s \| |                    |           |                        |                 |
| |                    |           |                        |                 |
| Source : ProCyclingStats |                    |           |                        |                 |
| Classement de l'étape |                    |           |                        |                 |
| Coureur | Coureur            | Pays      | Équipe                 | Temps           |
| 1er | Daniel Martínez    | Colombie  | Ineos Grenadiers       | 4 h 15 min 23 s |
| 2e | Julian Alaphilippe | France    | Quick-Step Alpha Vinyl | + 0 s           |
| 3e | Diego Ulissi       | Italie    | UAE Team Emirates      | + 0 s           |
| 4e | Primož Roglič      | Slovénie  | Jumbo-Visma            | + 0 s           |
| 5e | Pello Bilbao       | Espagne   | Bahrain Victorious     | + 0 s           |
| 6e | Orluis Aular       | Venezuela | Caja Rural-Seguros RGA | + 0 s           |
| 7e | Ruben Guerreiro    | Portugal  | EF Education-EasyPost  | + 0 s           |
| 8e | Rudy Molard        | France    | Groupama-FDJ           | + 0 s           |
| 9e | Aleksandr Vlasov   | Russie    | Bora-Hansgrohe         | + 0 s           |
| 10e | Gianluca Brambilla | Italie    | Trek-Segafredo         | + 0 s           |

| \| Classement général \| Classement général \| Classement général \| Classement général \| Classement général \| \| Coureur \| Coureur \| Pays \| Équipe \| Temps \| \| ------------------ \| ------------------ \| ------------------ \| ---------------------- \| ------------------ \| \| 1er \| Primož Roglič \| Slovénie \| Jumbo-Visma \| 14 h 05 min 10 s \| \| 2e \| Remco Evenepoel \| Belgique \| Quick-Step Alpha Vinyl \| + 5 s \| \| 3e \| Daniel Martínez \| Colombie \| Ineos Grenadiers \| + 11 s \| \| 4e \| Aleksandr Vlasov \| Russie \| Bora-Hansgrohe \| + 14 s \| \| 5e \| Adam Yates \| Royaume-Uni \| Ineos Grenadiers \| + 18 s \| \| 6e \| Pello Bilbao \| Espagne \| Bahrain Victorious \| + 19 s \| \| 7e \| Jonas Vingegaard \| Danemark \| Jumbo-Visma \| + 19 s \| \| 8e \| Ion Izagirre \| Espagne \| Cofidis \| + 20 s \| \| 9e \| Julian Alaphilippe \| France \| Quick-Step Alpha Vinyl \| + 22 s \| \| 10e \| David Gaudu \| France \| Groupama-FDJ \| + 32 s \| |                    |             |                        |                  |
| |                    |             |                        |                  |
| Source : ProCyclingStats |                    |             |                        |                  |
| Classement général |                    |             |                        |                  |
| Coureur | Coureur            | Pays        | Équipe                 | Temps            |
| 1er | Primož Roglič      | Slovénie    | Jumbo-Visma            | 14 h 05 min 10 s |
| 2e | Remco Evenepoel    | Belgique    | Quick-Step Alpha Vinyl | + 5 s            |
| 3e | Daniel Martínez    | Colombie    | Ineos Grenadiers       | + 11 s           |
| 4e | Aleksandr Vlasov   | Russie      | Bora-Hansgrohe         | + 14 s           |
| 5e | Adam Yates         | Royaume-Uni | Ineos Grenadiers       | + 18 s           |
| 6e | Pello Bilbao       | Espagne     | Bahrain Victorious     | + 19 s           |
| 7e | Jonas Vingegaard   | Danemark    | Jumbo-Visma            | + 19 s           |
| 8e | Ion Izagirre       | Espagne     | Cofidis                | + 20 s           |
| 9e | Julian Alaphilippe | France      | Quick-Step Alpha Vinyl | + 22 s           |
| 10e | David Gaudu        | France      | Groupama-FDJ           | + 32 s           |

### 5eétape
Unique rescapé du groupe d'échappés qui s'était formé en début d'étape, l'Espagnol Carlos Rodríguez réussit à conserver dans la courte mais raide montée finale une poignée de secondes d'avance sur un groupe de sept coureurs dont Remco Evenepoel qui s'empare du maillot jaune au détriment de Primož Roglič, arrivé avec un retard de plus d'une minute. On note aussi la chute dans les derniers mètres d'Aleksandr Vlasov et de Jonas Vingegaard, contraints de terminer la course en courant à côté de leur vélo. 
| \| Classement de l'étape \| Classement de l'étape \| Classement de l'étape \| Classement de l'étape \| Classement de l'étape \| \| Coureur \| Coureur \| Pays \| Équipe \| Temps \| \| --------------------- \| --------------------- \| --------------------- \| ---------------------- \| --------------------- \| \| 1er \| Carlos Rodríguez \| Espagne \| Ineos Grenadiers \| 4 h 07 min 09 s \| \| 2e \| Daniel Martínez \| Colombie \| Ineos Grenadiers \| + 7 s \| \| 3e \| Remco Evenepoel \| Belgique \| Quick-Step Alpha Vinyl \| + 9 s \| \| 4e \| Ion Izagirre \| Espagne \| Cofidis \| + 11 s \| \| 5e \| Enric Mas \| Espagne \| Movistar Team \| + 11 s \| \| 6e \| Pello Bilbao \| Espagne \| Bahrain Victorious \| + 13 s \| \| 7e \| Aleksandr Vlasov \| Russie \| Bora-Hansgrohe \| + 18 s \| \| 8e \| Jonas Vingegaard \| Danemark \| Jumbo-Visma \| + 20 s \| \| 9e \| Marc Soler \| Espagne \| UAE Team Emirates \| + 38 s \| \| 10e \| Fernando Barceló \| Espagne \| Caja Rural-Seguros RGA \| + 1 min 07 s \| |                  |          |                        |                 |
| |                  |          |                        |                 |
| Source : ProCyclingStats |                  |          |                        |                 |
| Classement de l'étape |                  |          |                        |                 |
| Coureur | Coureur          | Pays     | Équipe                 | Temps           |
| 1er | Carlos Rodríguez | Espagne  | Ineos Grenadiers       | 4 h 07 min 09 s |
| 2e | Daniel Martínez  | Colombie | Ineos Grenadiers       | + 7 s           |
| 3e | Remco Evenepoel  | Belgique | Quick-Step Alpha Vinyl | + 9 s           |
| 4e | Ion Izagirre     | Espagne  | Cofidis                | + 11 s          |
| 5e | Enric Mas        | Espagne  | Movistar Team          | + 11 s          |
| 6e | Pello Bilbao     | Espagne  | Bahrain Victorious     | + 13 s          |
| 7e | Aleksandr Vlasov | Russie   | Bora-Hansgrohe         | + 18 s          |
| 8e | Jonas Vingegaard | Danemark | Jumbo-Visma            | + 20 s          |
| 9e | Marc Soler       | Espagne  | UAE Team Emirates      | + 38 s          |
| 10e | Fernando Barceló | Espagne  | Caja Rural-Seguros RGA | + 1 min 07 s    |

| \| Classement général \| Classement général \| Classement général \| Classement général \| Classement général \| \| Coureur \| Coureur \| Pays \| Équipe \| Temps \| \| ------------------ \| ------------------ \| ------------------ \| ---------------------- \| ------------------ \| \| 1er \| Remco Evenepoel \| Belgique \| Quick-Step Alpha Vinyl \| 18 h 12 min 29 s \| \| 2e \| Daniel Martínez \| Colombie \| Ineos Grenadiers \| + 2 s \| \| 3e \| Ion Izagirre \| Espagne \| Cofidis \| + 21 s \| \| 4e \| Aleksandr Vlasov \| Russie \| Bora-Hansgrohe \| + 22 s \| \| 5e \| Pello Bilbao \| Espagne \| Bahrain Victorious \| + 22 s \| \| 6e \| Jonas Vingegaard \| Danemark \| Jumbo-Visma \| + 29 s \| \| 7e \| Enric Mas \| Espagne \| Movistar Team \| + 37 s \| \| 8e \| Primož Roglič \| Slovénie \| Jumbo-Visma \| + 1 min 05 s \| \| 9e \| Adam Yates \| Royaume-Uni \| Ineos Grenadiers \| + 1 min 15 s \| \| 10e \| Marc Soler \| Espagne \| UAE Team Emirates \| + 1 min 30 s \| |                  |             |                        |                  |
| |                  |             |                        |                  |
| Source : ProCyclingStats |                  |             |                        |                  |
| Classement général |                  |             |                        |                  |
| Coureur | Coureur          | Pays        | Équipe                 | Temps            |
| 1er | Remco Evenepoel  | Belgique    | Quick-Step Alpha Vinyl | 18 h 12 min 29 s |
| 2e | Daniel Martínez  | Colombie    | Ineos Grenadiers       | + 2 s            |
| 3e | Ion Izagirre     | Espagne     | Cofidis                | + 21 s           |
| 4e | Aleksandr Vlasov | Russie      | Bora-Hansgrohe         | + 22 s           |
| 5e | Pello Bilbao     | Espagne     | Bahrain Victorious     | + 22 s           |
| 6e | Jonas Vingegaard | Danemark    | Jumbo-Visma            | + 29 s           |
| 7e | Enric Mas        | Espagne     | Movistar Team          | + 37 s           |
| 8e | Primož Roglič    | Slovénie    | Jumbo-Visma            | + 1 min 05 s     |
| 9e | Adam Yates       | Royaume-Uni | Ineos Grenadiers       | + 1 min 15 s     |
| 10e | Marc Soler       | Espagne     | UAE Team Emirates      | + 1 min 30 s     |

### 6eétape
Remco Evenepoel est lâché une première fois dans la montée du col de Krabelin à 40 km du terme. Son groupe revient toutefois à 13 km de l'arrivée mais il est définitivement distancé lors de la dernière ascension. Ion Izagirre gagne l'étape et Daniel Martínez le classement général.
| \| Classement de l'étape \| Classement de l'étape \| Classement de l'étape \| Classement de l'étape \| Classement de l'étape \| \| Coureur \| Coureur \| Pays \| Équipe \| Temps \| \| --------------------- \| --------------------- \| --------------------- \| ---------------------- \| --------------------- \| \| 1er \| Ion Izagirre \| Espagne \| Cofidis \| 3 h 47 min 07 s \| \| 2e \| Aleksandr Vlasov \| Russie \| Bora-Hansgrohe \| + 0 s \| \| 3e \| Marc Soler \| Espagne \| UAE Team Emirates \| + 0 s \| \| 4e \| Daniel Martínez \| Colombie \| Ineos Grenadiers \| + 0 s \| \| 5e \| Jonas Vingegaard \| Danemark \| Jumbo-Visma \| + 3 s \| \| 6e \| Pello Bilbao \| Espagne \| Bahrain Victorious \| + 13 s \| \| 7e \| Remco Evenepoel \| Belgique \| Quick-Step Alpha Vinyl \| + 24 s \| \| 8e \| Juan Pedro López \| Espagne \| Trek-Segafredo \| + 52 s \| \| 9e \| Davide Formolo \| Italie \| UAE Team Emirates \| + 1 min 29 s \| \| 10e \| Felix Gall \| Autriche \| AG2R Citroën Team \| + 1 min 41 s \| |                  |          |                        |                 |
| |                  |          |                        |                 |
| Source : ProCyclingStats |                  |          |                        |                 |
| Classement de l'étape |                  |          |                        |                 |
| Coureur | Coureur          | Pays     | Équipe                 | Temps           |
| 1er | Ion Izagirre     | Espagne  | Cofidis                | 3 h 47 min 07 s |
| 2e | Aleksandr Vlasov | Russie   | Bora-Hansgrohe         | + 0 s           |
| 3e | Marc Soler       | Espagne  | UAE Team Emirates      | + 0 s           |
| 4e | Daniel Martínez  | Colombie | Ineos Grenadiers       | + 0 s           |
| 5e | Jonas Vingegaard | Danemark | Jumbo-Visma            | + 3 s           |
| 6e | Pello Bilbao     | Espagne  | Bahrain Victorious     | + 13 s          |
| 7e | Remco Evenepoel  | Belgique | Quick-Step Alpha Vinyl | + 24 s          |
| 8e | Juan Pedro López | Espagne  | Trek-Segafredo         | + 52 s          |
| 9e | Davide Formolo   | Italie   | UAE Team Emirates      | + 1 min 29 s    |
| 10e | Felix Gall       | Autriche | AG2R Citroën Team      | + 1 min 41 s    |

## Classements finals

### Classement général
| \| Classement général \| Classement général \| Classement général \| Classement général \| Classement général \| \| Coureur \| Coureur \| Pays \| Équipe \| Temps \| \| ------------------ \| --------------------- \| ------------------ \| ---------------------- \| ------------------ \| \| 1er \| Daniel Martínez \| Colombie \| Ineos Grenadiers \| 21 h 59 min 36 s \| \| 2e \| Ion Izagirre \| Espagne \| Cofidis \| + 11 s \| \| 3e \| Aleksandr Vlasov \| Russie \| Bora-Hansgrohe \| + 16 s \| \| 4e \| Remco Evenepoel \| Belgique \| Quick-Step Alpha Vinyl \| + 21 s \| \| 5e \| Pello Bilbao \| Espagne \| Bahrain Victorious \| + 32 s \| \| 6e \| Jonas Vingegaard \| Danemark \| Jumbo-Visma \| + 32 s \| \| 7e \| Marc Soler \| Espagne \| UAE Team Emirates \| + 1 min 26 s \| \| 8e \| Primož Roglič \| Slovénie \| Jumbo-Visma \| + 3 min 18 s \| \| 9e \| Enric Mas \| Espagne \| Movistar Team \| + 3 min 55 s \| \| 10e \| Rigoberto Urán \| Colombie \| EF Education-EasyPost \| + 5 min 03 s \| \| 11e \| Juan Pedro López \| Espagne \| Trek-Segafredo \| + 5 min 24 s \| \| 12e \| Felix Gall \| Autriche \| AG2R Citroën Team \| + 5 min 58 s \| \| 13e \| Michael Woods \| Canada \| Israel-Premier Tech \| + 7 min 16 s \| \| 14e \| Diego Ulissi \| Italie \| UAE Team Emirates \| + 7 min 25 s \| \| 15e \| Gianluca Brambilla \| Italie \| Trek-Segafredo \| + 8 min 02 s \| \| 16e \| Steff Cras \| Belgique \| Lotto-Soudal \| + 8 min 32 s \| \| 17e \| Jonathan Lastra \| Espagne \| Caja Rural-Seguros RGA \| + 8 min 43 s \| \| 18e \| David Gaudu \| France \| Groupama-FDJ \| + 8 min 49 s \| \| 19e \| Sébastien Reichenbach \| Suisse \| Groupama-FDJ \| + 8 min 51 s \| \| 20e \| Ruben Guerreiro \| Portugal \| EF Education-EasyPost \| + 12 min 18 s \| \| 21e \| Mikel Bizkarra \| Espagne \| Euskaltel-Euskadi \| + 13 min 08 s \| \| 22e \| Ben Tulett \| Royaume-Uni \| Ineos Grenadiers \| + 13 min 25 s \| \| 23e \| Daniel Navarro \| Espagne \| Burgos-BH \| + 14 min 07 s \| \| 24e \| Julian Alaphilippe \| France \| Quick-Step Alpha Vinyl \| + 14 min 08 s \| \| 25e \| Alexis Vuillermoz \| France \| TotalEnergies \| + 14 min 21 s \| |                       |             |                        |                  |
| |                       |             |                        |                  |
| Source : ProCyclingStats |                       |             |                        |                  |
| Classement général |                       |             |                        |                  |
| Coureur | Coureur               | Pays        | Équipe                 | Temps            |
| 1er | Daniel Martínez       | Colombie    | Ineos Grenadiers       | 21 h 59 min 36 s |
| 2e | Ion Izagirre          | Espagne     | Cofidis                | + 11 s           |
| 3e | Aleksandr Vlasov      | Russie      | Bora-Hansgrohe         | + 16 s           |
| 4e | Remco Evenepoel       | Belgique    | Quick-Step Alpha Vinyl | + 21 s           |
| 5e | Pello Bilbao          | Espagne     | Bahrain Victorious     | + 32 s           |
| 6e | Jonas Vingegaard      | Danemark    | Jumbo-Visma            | + 32 s           |
| 7e | Marc Soler            | Espagne     | UAE Team Emirates      | + 1 min 26 s     |
| 8e | Primož Roglič         | Slovénie    | Jumbo-Visma            | + 3 min 18 s     |
| 9e | Enric Mas             | Espagne     | Movistar Team          | + 3 min 55 s     |
| 10e | Rigoberto Urán        | Colombie    | EF Education-EasyPost  | + 5 min 03 s     |
| 11e | Juan Pedro López      | Espagne     | Trek-Segafredo         | + 5 min 24 s     |
| 12e | Felix Gall            | Autriche    | AG2R Citroën Team      | + 5 min 58 s     |
| 13e | Michael Woods         | Canada      | Israel-Premier Tech    | + 7 min 16 s     |
| 14e | Diego Ulissi          | Italie      | UAE Team Emirates      | + 7 min 25 s     |
| 15e | Gianluca Brambilla    | Italie      | Trek-Segafredo         | + 8 min 02 s     |
| 16e | Steff Cras            | Belgique    | Lotto-Soudal           | + 8 min 32 s     |
| 17e | Jonathan Lastra       | Espagne     | Caja Rural-Seguros RGA | + 8 min 43 s     |
| 18e | David Gaudu           | France      | Groupama-FDJ           | + 8 min 49 s     |
| 19e | Sébastien Reichenbach | Suisse      | Groupama-FDJ           | + 8 min 51 s     |
| 20e | Ruben Guerreiro       | Portugal    | EF Education-EasyPost  | + 12 min 18 s    |
| 21e | Mikel Bizkarra        | Espagne     | Euskaltel-Euskadi      | + 13 min 08 s    |
| 22e | Ben Tulett            | Royaume-Uni | Ineos Grenadiers       | + 13 min 25 s    |
| 23e | Daniel Navarro        | Espagne     | Burgos-BH              | + 14 min 07 s    |
| 24e | Julian Alaphilippe    | France      | Quick-Step Alpha Vinyl | + 14 min 08 s    |
| 25e | Alexis Vuillermoz     | France      | TotalEnergies          | + 14 min 21 s    |

| Classement par points | Classement par points | Classement par points | Classement par points  | Classement par points |
| Coureur               | Coureur               | Pays                  | Équipe                 | Points                |
| --------------------- | --------------------- | --------------------- | ---------------------- | --------------------- |
| 1er                   | Daniel Martínez       | Colombie              | Ineos Grenadiers       | 74 pts                |
| 2e                    | Julian Alaphilippe    | France                | Quick-Step Alpha Vinyl | 65 pts                |
| 3e                    | Remco Evenepoel       | Belgique              | Quick-Step Alpha Vinyl | 65 pts                |
| 4e                    | Aleksandr Vlasov      | Russie                | Bora-Hansgrohe         | 62 pts                |
| 5e                    | Pello Bilbao          | Espagne               | Bahrain Victorious     | 61 pts                |
| 6e                    | Ion Izagirre          | Espagne               | Cofidis                | 57 pts                |
| 7e                    | Primož Roglič         | Slovénie              | Jumbo-Visma            | 56 pts                |
| 8e                    | Marc Soler            | Espagne               | UAE Team Emirates      | 45 pts                |
| 9e                    | Jonas Vingegaard      | Danemark              | Jumbo-Visma            | 38 pts                |
| 10e                   | Carlos Rodríguez      | Espagne               | Ineos Grenadiers       | 37 pts                |

| Classement par points | Classement par points | Classement par points | Classement par points  | Classement par points |
| Coureur               | Coureur               | Pays                  | Équipe                 | Points                |
| --------------------- | --------------------- | --------------------- | ---------------------- | --------------------- |
| 1er                   | Daniel Martínez       | Colombie              | Ineos Grenadiers       | 74 pts                |
| 2e                    | Julian Alaphilippe    | France                | Quick-Step Alpha Vinyl | 65 pts                |
| 3e                    | Remco Evenepoel       | Belgique              | Quick-Step Alpha Vinyl | 65 pts                |
| 4e                    | Aleksandr Vlasov      | Russie                | Bora-Hansgrohe         | 62 pts                |
| 5e                    | Pello Bilbao          | Espagne               | Bahrain Victorious     | 61 pts                |
| 6e                    | Ion Izagirre          | Espagne               | Cofidis                | 57 pts                |
| 7e                    | Primož Roglič         | Slovénie              | Jumbo-Visma            | 56 pts                |
| 8e                    | Marc Soler            | Espagne               | UAE Team Emirates      | 45 pts                |
| 9e                    | Jonas Vingegaard      | Danemark              | Jumbo-Visma            | 38 pts                |
| 10e                   | Carlos Rodríguez      | Espagne               | Ineos Grenadiers       | 37 pts                |

| Classement de la montagne | Classement de la montagne | Classement de la montagne | Classement de la montagne | Classement de la montagne |
| Coureur                   | Coureur                   | Pays                      | Équipe                    | Points                    |
| ------------------------- | ------------------------- | ------------------------- | ------------------------- | ------------------------- |
| 1er                       | Cristian Rodríguez        | Espagne                   | TotalEnergies             | 40 pts                    |
| 2e                        | Davide Formolo            | Italie                    | UAE Team Emirates         | 38 pts                    |
| 3e                        | Jonas Vingegaard          | Danemark                  | Jumbo-Visma               | 17 pts                    |
| 4e                        | Daniel Martínez           | Colombie                  | Ineos Grenadiers          | 12 pts                    |
| 5e                        | Ibon Ruiz                 | Espagne                   | Equipo Kern Pharma        | 12 pts                    |
| 6e                        | Marc Soler                | Espagne                   | UAE Team Emirates         | 12 pts                    |
| 7e                        | Carlos Rodríguez          | Espagne                   | Ineos Grenadiers          | 10 pts                    |
| 8e                        | Geraint Thomas            | Royaume-Uni               | Ineos Grenadiers          | 10 pts                    |
| 9e                        | Tony Gallopin             | France                    | Trek-Segafredo            | 10 pts                    |
| 10e                       | Ion Izagirre              | Espagne                   | Cofidis                   | 9 pts                     |

| Classement de la montagne | Classement de la montagne | Classement de la montagne | Classement de la montagne | Classement de la montagne |
| Coureur                   | Coureur                   | Pays                      | Équipe                    | Points                    |
| ------------------------- | ------------------------- | ------------------------- | ------------------------- | ------------------------- |
| 1er                       | Cristian Rodríguez        | Espagne                   | TotalEnergies             | 40 pts                    |
| 2e                        | Davide Formolo            | Italie                    | UAE Team Emirates         | 38 pts                    |
| 3e                        | Jonas Vingegaard          | Danemark                  | Jumbo-Visma               | 17 pts                    |
| 4e                        | Daniel Martínez           | Colombie                  | Ineos Grenadiers          | 12 pts                    |
| 5e                        | Ibon Ruiz                 | Espagne                   | Equipo Kern Pharma        | 12 pts                    |
| 6e                        | Marc Soler                | Espagne                   | UAE Team Emirates         | 12 pts                    |
| 7e                        | Carlos Rodríguez          | Espagne                   | Ineos Grenadiers          | 10 pts                    |
| 8e                        | Geraint Thomas            | Royaume-Uni               | Ineos Grenadiers          | 10 pts                    |
| 9e                        | Tony Gallopin             | France                    | Trek-Segafredo            | 10 pts                    |
| 10e                       | Ion Izagirre              | Espagne                   | Cofidis                   | 9 pts                     |

| Classement du meilleur jeune | Classement du meilleur jeune | Classement du meilleur jeune | Classement du meilleur jeune | Classement du meilleur jeune |
| Coureur                      | Coureur                      | Pays                         | Équipe                       | Temps                        |
| ---------------------------- | ---------------------------- | ---------------------------- | ---------------------------- | ---------------------------- |
| 1er                          | Remco Evenepoel              | Belgique                     | Quick-Step Alpha Vinyl       | 21 h 59 min 57 s             |
| 2e                           | Juan Pedro López             | Espagne                      | Trek-Segafredo               | + 5 min 03 s                 |
| 3e                           | Felix Gall                   | Autriche                     | AG2R Citroën Team            | + 5 min 37 s                 |
| 4e                           | Ben Tulett                   | Royaume-Uni                  | Ineos Grenadiers             | + 13 min 04 s                |
| 5e                           | Carlos Rodríguez             | Espagne                      | Ineos Grenadiers             | + 14 min 41 s                |
| 6e                           | Andreas Leknessund           | Norvège                      | Team DSM                     | + 16 min 17 s                |
| 7e                           | Igor Arrieta                 | Espagne                      | Equipo Kern Pharma           | + 23 min 38 s                |
| 8e                           | Gino Mäder                   | Suisse                       | Bahrain Victorious           | + 29 min 21 s                |
| 9e                           | Mauri Vansevenant            | Belgique                     | Quick-Step Alpha Vinyl       | + 36 min 33 s                |
| 10e                          | Ibon Ruiz                    | Espagne                      | Equipo Kern Pharma           | + 51 min 00 s                |

| Classement du meilleur jeune | Classement du meilleur jeune | Classement du meilleur jeune | Classement du meilleur jeune | Classement du meilleur jeune |
| Coureur                      | Coureur                      | Pays                         | Équipe                       | Temps                        |
| ---------------------------- | ---------------------------- | ---------------------------- | ---------------------------- | ---------------------------- |
| 1er                          | Remco Evenepoel              | Belgique                     | Quick-Step Alpha Vinyl       | 21 h 59 min 57 s             |
| 2e                           | Juan Pedro López             | Espagne                      | Trek-Segafredo               | + 5 min 03 s                 |
| 3e                           | Felix Gall                   | Autriche                     | AG2R Citroën Team            | + 5 min 37 s                 |
| 4e                           | Ben Tulett                   | Royaume-Uni                  | Ineos Grenadiers             | + 13 min 04 s                |
| 5e                           | Carlos Rodríguez             | Espagne                      | Ineos Grenadiers             | + 14 min 41 s                |
| 6e                           | Andreas Leknessund           | Norvège                      | Team DSM                     | + 16 min 17 s                |
| 7e                           | Igor Arrieta                 | Espagne                      | Equipo Kern Pharma           | + 23 min 38 s                |
| 8e                           | Gino Mäder                   | Suisse                       | Bahrain Victorious           | + 29 min 21 s                |
| 9e                           | Mauri Vansevenant            | Belgique                     | Quick-Step Alpha Vinyl       | + 36 min 33 s                |
| 10e                          | Ibon Ruiz                    | Espagne                      | Equipo Kern Pharma           | + 51 min 00 s                |

| Classement par équipes | Classement par équipes | Classement par équipes | Classement par équipes |
| Équipe                 | Équipe                 | Pays                   | Temps                  |
| ---------------------- | ---------------------- | ---------------------- | ---------------------- |
| 1re                    | Ineos Grenadiers       | Royaume-Uni            | 66 h 20 min 44 s       |
| 2e                     | UAE Team Emirates      | Émirats arabes unis    | + 1 min 16 s           |
| 3e                     | Jumbo-Visma            | Pays-Bas               | + 11 min 25 s          |
| 4e                     | Bahrain Victorious     | Bahreïn                | + 11 min 47 s          |
| 5e                     | Movistar Team          | Espagne                | + 13 min 35 s          |
| 6e                     | Groupama-FDJ           | France                 | + 18 min 16 s          |
| 7e                     | Trek-Segafredo         | États-Unis             | + 22 min 09 s          |
| 8e                     | Quick-Step Alpha Vinyl | Belgique               | + 29 min 24 s          |
| 9e                     | Cofidis                | France                 | + 31 min 30 s          |
| 10e                    | Caja Rural-Seguros RGA | Espagne                | + 32 min 47 s          |

| Classement par équipes | Classement par équipes | Classement par équipes | Classement par équipes |
| Équipe                 | Équipe                 | Pays                   | Temps                  |
| ---------------------- | ---------------------- | ---------------------- | ---------------------- |
| 1re                    | Ineos Grenadiers       | Royaume-Uni            | 66 h 20 min 44 s       |
| 2e                     | UAE Team Emirates      | Émirats arabes unis    | + 1 min 16 s           |
| 3e                     | Jumbo-Visma            | Pays-Bas               | + 11 min 25 s          |
| 4e                     | Bahrain Victorious     | Bahreïn                | + 11 min 47 s          |
| 5e                     | Movistar Team          | Espagne                | + 13 min 35 s          |
| 6e                     | Groupama-FDJ           | France                 | + 18 min 16 s          |
| 7e                     | Trek-Segafredo         | États-Unis             | + 22 min 09 s          |
| 8e                     | Quick-Step Alpha Vinyl | Belgique               | + 29 min 24 s          |
| 9e                     | Cofidis                | France                 | + 31 min 30 s          |
| 10e                    | Caja Rural-Seguros RGA | Espagne                | + 32 min 47 s          |

## Classements UCI
La course attribue des points au classement mondial UCI 2022 selon le barème suivant :
| Position           | 1er | 2e  | 3e  | 4e  | 5e  | 6e  | 7e  | 8e  | 9e | 10e | 11e | 12e | 13e | 14e | 15e | 16e à 20e | 21e à 30e | 31e à 50e | 51e à 55e | 56e à 60e |
| Classement général | 400 | 320 | 260 | 220 | 180 | 140 | 120 | 100 | 80 | 68  | 56  | 48  | 40  | 32  | 28  | 24        | 16        | 8         | 4         | 2         |
| Par étapes         | 50  | 20  | 8   |     |     |     |     |     |    |     |     |     |     |     |     |           |           |           |           |           |
| Leader             | 8   |     |     |     |     |     |     |     |    |     |     |     |     |     |     |           |           |           |           |           |

| Rang | Coureur | Équipe | Général | Etape | Leader | Total |
| ---- | ------- | ------ | ------- | ----- | ------ | ----- |
| 1er  |         |        |         |       |        |       |
| 2e   |         |        |         |       |        |       |
| 3e   |         |        |         |       |        |       |
| 4e   |         |        |         |       |        |       |
| 5e   |         |        |         |       |        |       |
| 6e   |         |        |         |       |        |       |
| 7e   |         |        |         |       |        |       |
| 8e   |         |        |         |       |        |       |
| 9e   |         |        |         |       |        |       |
| 10e  |         |        |         |       |        |       |

## Évolution des classements
| Étape              | Vainqueur          | Classement général | Classement par points | Classement de la montagne | Classement du meilleur jeune |
| ------------------ | ------------------ | ------------------ | --------------------- | ------------------------- | ---------------------------- |
| 1                  | Primož Roglič      | Primož Roglič      | Primož Roglič         | Remco Evenepoel           | Remco Evenepoel              |
| 2                  | Julian Alaphilippe | Primož Roglič      | Primož Roglič         | Ibon Ruiz                 | Remco Evenepoel              |
| 3                  | Pello Bilbao       | Primož Roglič      | Julian Alaphilippe    | Cristian Rodríguez        | Remco Evenepoel              |
| 4                  | Daniel Martínez    | Primož Roglič      | Julian Alaphilippe    | Cristian Rodríguez        | Remco Evenepoel              |
| 5                  | Carlos Rodríguez   | Remco Evenepoel    | Julian Alaphilippe    | Cristian Rodríguez        | Remco Evenepoel              |
| 6                  | Ion Izagirre       | Daniel Martínez    | Daniel Martínez       | Cristian Rodríguez        | Remco Evenepoel              |
| Classements finals | Classements finals | Daniel Martínez    | Daniel Martínez       | Cristian Rodríguez        | Remco Evenepoel              |

## Liste des participants
| Légende                             | Légende                                                                                                  | Légende                                | Légende                                                                                         |
| ----------------------------------- | --- | -------------------------------------- | ----------------------------------------------------------------------------------------------- |
| Num                                 | Dossard de départ porté par le coureur sur ce Tour du Pays basque                                        | Pos                                    | Position finale au classement général                                                           |
| Leader du classement général        | Indique le vainqueur du classement général                                                               | Leader du classement par points        | Indique le vainqueur du classement par points                                                   |
| Leader du classement de la montagne | Indique le vainqueur du classement de la montagne                                                        | Leader du classement du meilleur jeune | Indique le vainqueur du classement du meilleur jeune                                            |
|                                     | Indique un maillot de champion national ou mondial, suivi de sa spécialité                               | #                                      | Indique la meilleure équipe                                                                     |
| NP                                  | Indique un coureur qui n'a pas pris le départ d'une étape, suivi du numéro de l'étape où il s'est retiré | AB                                     | Indique un coureur qui n'a pas terminé une étape, suivi du numéro de l'étape où il s'est retiré |
| HD                                  | Indique un coureur qui a terminé une étape hors des délais, suivi du numéro de l'étape                   | *                                      | Indique un coureur en lice pour le classement du meilleur jeune (coureurs nés après le )        |

| Jumbo-Visma TJV                   | Jumbo-Visma TJV        | Jumbo-Visma TJV |
| --------------------------------- | ---------------------- | --------------- |
| Num                               | Coureur                | Pos             |
| 1                                 | Primož Roglič (SLO)    | 8e              |
| 2                                 | Gijs Leemreize (NED)   | 53e             |
| 3                                 | Chris Harper (AUS)     | AB-5            |
| 4                                 | Sepp Kuss (USA)        | HD-6            |
| 5                                 | Pascal Eenkhoorn (NED) | HD-6            |
| 6                                 | Milan Vader (NED)      | AB-6            |
| 7                                 | Jonas Vingegaard (DEN) | 6e              |
| Directeur sportif : Frans Maassen |                        |                 |

| Bahrain Victorious TBV            | Bahrain Victorious TBV    | Bahrain Victorious TBV |
| --------------------------------- | ------------------------- | ---------------------- |
| Num                               | Coureur                   | Pos                    |
| 11                                | Pello Bilbao (ESP)        | 5e                     |
| 12                                | Yukiya Arashiro (JPN)     | HD-6                   |
| 13                                | Gino Mäder (SUI)          | 40e                    |
| 14                                | Domen Novak (SLO)         | 43e                    |
| 15                                | Luis León Sánchez (ESP)   | AB-6                   |
| 16                                | Hermann Pernsteiner (AUT) | 44e                    |
| 17                                | Edoardo Zambanini (ITA)   | HD-6                   |
| Directeur sportif : Neil Stephens |                           |                        |

| UAE Team Emirates UAD               | UAE Team Emirates UAD | UAE Team Emirates UAD |
| ----------------------------------- | --------------------- | --------------------- |
| Num                                 | Coureur               | Pos                   |
| 21                                  | Alessandro Covi (ITA) | AB-6                  |
| 22                                  | George Bennett (NZL)  | NP-3                  |
| 23                                  | Jan Polanc (SLO)      | AB-6                  |
| 24                                  | Davide Formolo (ITA)  | 38e                   |
| 25                                  | Rafał Majka (POL)     | 35e                   |
| 26                                  | Diego Ulissi (ITA)    | 14e                   |
| 27                                  | Marc Soler (ESP)      | 7e                    |
| Directeur sportif : Andrej Hauptman |                       |                       |

| Astana Qazaqstan Team AST | Astana Qazaqstan Team AST   | Astana Qazaqstan Team AST |
| ------------------------- | --------------------------- | ------------------------- |
| Num                       | Coureur                     | Pos                       |
| 31                        | Stefan de Bod (RSA)         | HD-6                      |
| 32                        | Sebastián Henao (COL)       | 33e                       |
| 33                        | Yuriy Natarov (KAZ)         | AB-6                      |
| 34                        | Antonio Nibali (ITA)        | AB-6                      |
| 35                        | Aleksandr Riabushenko (BLR) | AB-5                      |
| 36                        | Javier Romo (ESP)           | AB-2                      |
| 37                        | Andrey Zeits (KAZ)          | HD-6                      |

| Quick-Step Alpha Vinyl QST         | Quick-Step Alpha Vinyl QST       | Quick-Step Alpha Vinyl QST |
| ---------------------------------- | -------------------------------- | -------------------------- |
| Num                                | Coureur                          | Pos                        |
| 41                                 | Julian Alaphilippe (FRA) (route) | 24e                        |
| 42                                 | Rémi Cavagna (FRA) (route)       | AB-6                       |
| 43                                 | Dries Devenyns (BEL)             | AB-6                       |
| 44                                 | Remco Evenepoel (BEL)            | 24e                        |
| 45                                 | James Knox (GBR)                 | AB-6                       |
| 46                                 | Mauri Vansevenant (BEL)          | 46e                        |
| Directeur sportif : Davide Bramati |                                  |                            |

| Movistar Team MOV                       | Movistar Team MOV                  | Movistar Team MOV |
| --------------------------------------- | ---------------------------------- | ----------------- |
| Num                                     | Coureur                            | Pos               |
| 51                                      | Enric Mas (ESP)                    | 9e                |
| 52                                      | Gorka Izagirre (ESP)               | 30e               |
| 53                                      | Gregor Mühlberger (AUT)            | 45e               |
| 54                                      | Nélson Oliveira (POR)              | AB-6              |
| 55                                      | Antonio Pedrero (ESP)              | HD-6              |
| 56                                      | Óscar Rodríguez Garaicoechea (ESP) | 47e               |
| 57                                      | Sergio Samitier (ESP)              | 54e               |
| Directeur sportif : José Luis Jaimerena |                                    |                   |

| Ineos Grenadiers IGD              | Ineos Grenadiers IGD           | Ineos Grenadiers IGD |
| --------------------------------- | ------------------------------ | -------------------- |
| Num                               | Coureur                        | Pos                  |
| 61                                | Omar Fraile (ESP) (route)      | HD-6                 |
| 62                                | Tao Geoghegan Hart (GBR)       | 29e                  |
| 63                                | Daniel Martínez (COL) (chrono) | 1er                  |
| 64                                | Carlos Rodríguez (ESP)         | 26e                  |
| 65                                | Geraint Thomas (GBR)           | 39e                  |
| 66                                | Ben Tulett (GBR)               | 22e                  |
| 67                                | Adam Yates (GBR)               | AB-6                 |
| Directeur sportif : Gabriel Rasch |                                |                      |

| Cofidis COF                          | Cofidis COF                 | Cofidis COF |
| ------------------------------------ | --------------------------- | ----------- |
| Num                                  | Coureur                     | Pos         |
| 71                                   | Ion Izagirre (ESP) (chrono) | 2e          |
| 72                                   | André Carvalho (POR)        | AB-5        |
| 73                                   | Rubén Fernández (ESP)       | HD-6        |
| 74                                   | Simon Geschke (GER)         | 27e         |
| 75                                   | José Herrada (ESP)          | HD-6        |
| 76                                   | Victor Lafay (FRA)          | AB-6        |
| 77                                   | Thomas Champion (FRA)       | HD-6        |
| Directeur sportif : Bingen Fernández |                             |             |

| Bora-Hansgrohe BOH | Bora-Hansgrohe BOH              | Bora-Hansgrohe BOH |
| ------------------ | ------------------------------- | ------------------ |
| Num                | Coureur                         | Pos                |
| 81                 | Emanuel Buchmann (GER)          | AB-6               |
| 82                 | Felix Großschartner (AUT)       | HD-6               |
| 83                 | Sergio Higuita (COL) (route)    | AB-5               |
| 84                 | Lennard Kämna (GER)             | AB-6               |
| 86                 | Aleksandr Vlasov (RUS) (chrono) | 3e                 |
| 87                 | Frederik Wandahl (DEN)          | HD-6               |

| Team BikeExchange-Jayco BEX          | Team BikeExchange-Jayco BEX | Team BikeExchange-Jayco BEX |
| ------------------------------------ | --------------------------- | --------------------------- |
| Num                                  | Coureur                     | Pos                         |
| 91                                   | Lucas Hamilton (AUS)        | AB-5                        |
| 92                                   | Tsgabu Grmay (ETH)          | AB-6                        |
| 93                                   | Jesús David Peña (COL)      | AB-3                        |
| 94                                   | Tanel Kangert (EST)         | AB-6                        |
| 95                                   | Jack Bauer (NZL)            | HD-6                        |
| 96                                   | Nick Schultz (AUS)          | AB-6                        |
| 97                                   | Jan Maas (NED)              | AB-5                        |
| Directeur sportif : David McPartland |                             |                             |

| TotalEnergies TEN                    | TotalEnergies TEN        | TotalEnergies TEN |
| ------------------------------------ | ------------------------ | ----------------- |
| Num                                  | Coureur                  | Pos               |
| 101                                  | Jérémy Cabot (FRA)       | 52e               |
| 102                                  | Fabien Doubey (FRA)      | 49e               |
| 103                                  | Fabien Grellier (FRA)    | HD-6              |
| 104                                  | Alan Jousseaume (FRA)    | AB-6              |
| 105                                  | Pierre Latour (FRA)      | NP-5              |
| 106                                  | Cristian Rodríguez (ESP) | 41e               |
| 107                                  | Alexis Vuillermoz (FRA)  | 25e               |
| Directeur sportif : Benoît Génauzeau |                          |                   |

| Intermarché-Wanty-Gobert Matériaux IWG | Intermarché-Wanty-Gobert Matériaux IWG | Intermarché-Wanty-Gobert Matériaux IWG |
| -------------------------------------- | -------------------------------------- | -------------------------------------- |
| Num                                    | Coureur                                | Pos                                    |
| 111                                    | Kobe Goossens (BEL)                    | AB-5                                   |
| 112                                    | Quinten Hermans (BEL)                  | AB-4                                   |
| 113                                    | Julius Johansen (DEN)                  | NP-3                                   |
| 114                                    | Laurens Huys (BEL)                     | AB-3                                   |
| 115                                    | Hugo Page (FRA)                        | AB-3                                   |
| 116                                    | Kévin Van Melsen (BEL)                 | NP-2                                   |
| 117                                    | Théo Delacroix (FRA)                   | AB-5                                   |
| Directeur sportif : Valerio Piva       |                                        |                                        |

| Team DSM DSM                     | Team DSM DSM             | Team DSM DSM |
| -------------------------------- | ------------------------ | ------------ |
| Num                              | Coureur                  | Pos          |
| 121                              | Romain Combaud (FRA)     | HD-6         |
| 122                              | Mark Donovan (GBR)       | NP-5         |
| 123                              | Leon Heinschke (GER)     | AB-6         |
| 124                              | Andreas Leknessund (NOR) | 28e          |
| 125                              | Tim Naberman (NED)       | AB-6         |
| 126                              | Florian Stork (GER)      | NP-5         |
| 127                              | Martijn Tusveld (NED)    | HD-6         |
| Directeur sportif : Luke Roberts |                          |              |

| Caja Rural-Seguros RGA CJR                        | Caja Rural-Seguros RGA CJR | Caja Rural-Seguros RGA CJR |
| ------------------------------------------------- | -------------------------- | -------------------------- |
| Num                                               | Coureur                    | Pos                        |
| 131                                               | Mikel Nieve (ESP)          | NP-6                       |
| 132                                               | Jonathan Lastra (ESP)      | 17e                        |
| 133                                               | Julen Amézqueta (ESP)      | NP-5                       |
| 134                                               | Orluis Aular (VEN)         | HD-6                       |
| 135                                               | Fernando Barceló (ESP)     | 31e                        |
| 136                                               | Jefferson Cepeda (ECU)     | AB-6                       |
| 137                                               | Jokin Murguialday (ESP)    | HD-6                       |
| Directeur sportif : José Miguel Fernández Reviejo |                            |                            |

| AG2R Citroën Team ACT                | AG2R Citroën Team ACT        | AG2R Citroën Team ACT |
| ------------------------------------ | ---------------------------- | --------------------- |
| Num                                  | Coureur                      | Pos                   |
| 141                                  | Clément Champoussin (FRA)    | NP-1                  |
| 142                                  | Felix Gall (AUT)             | 12e                   |
| 143                                  | Paul Lapeira (FRA)           | AB-3                  |
| 144                                  | Aurélien Paret-Peintre (FRA) | 37e                   |
| 145                                  | Valentin Paret-Peintre (FRA) | NP-3                  |
| 146                                  | Nicolas Prodhomme (FRA)      | HD-6                  |
| 147                                  | Andrea Vendrame (ITA)        | NP-6                  |
| Directeur sportif : Artūras Kasputis |                              |                       |

| Israel-Premier Tech IPT              | Israel-Premier Tech IPT    | Israel-Premier Tech IPT |
| ------------------------------------ | -------------------------- | ----------------------- |
| Num                                  | Coureur                    | Pos                     |
| 151                                  | Sebastian Berwick (AUS)    | NP-5                    |
| 152                                  | Alexander Cataford (CAN)   | AB-6                    |
| 153                                  | Alessandro De Marchi (ITA) | HD-6                    |
| 155                                  | Hugo Houle (CAN)           | 50e                     |
| 156                                  | James Piccoli (CAN)        | HD-6                    |
| 157                                  | Michael Woods (CAN)        | 13e                     |
| Directeur sportif : Zakkari Dempster |                            |                         |

| Groupama-FDJ GFC                     | Groupama-FDJ GFC                  | Groupama-FDJ GFC |
| ------------------------------------ | --------------------------------- | ---------------- |
| Num                                  | Coureur                           | Pos              |
| 161                                  | David Gaudu (FRA)                 | 18e              |
| 162                                  | Bruno Armirail (FRA)              | 36e              |
| 163                                  | Ignatas Konovalovas (LTU) (route) | AB-4             |
| 164                                  | Antoine Duchesne (CAN)            | HD-6             |
| 165                                  | Rudy Molard (FRA)                 | 32e              |
| 166                                  | Sébastien Reichenbach (SUI)       | 19e              |
| 167                                  | Anthony Roux (FRA)                | HD-6             |
| Directeur sportif : Philippe Mauduit |                                   |                  |

| Burgos-BH BBH                   | Burgos-BH BBH            | Burgos-BH BBH |
| ------------------------------- | ------------------------ | ------------- |
| Num                             | Coureur                  | Pos           |
| 171                             | Ander Okamika (ESP)      | HD-6          |
| 172                             | Daniel Navarro (ESP)     | 23e           |
| 173                             | Óscar Cabedo (ESP)       | HD-6          |
| 174                             | Victor Langellotti (MON) | AB-2          |
| 175                             | Ángel Madrazo (ESP)      | HD-6          |
| 176                             | Pelayo Sánchez (ESP)     | AB-6          |
| 177                             | Jetse Bol (NED)          | AB-6          |
| Directeur sportif : Rubén Pérez |                          |               |

| Trek-Segafredo TFS               | Trek-Segafredo TFS       | Trek-Segafredo TFS |
| -------------------------------- | ------------------------ | ------------------ |
| Num                              | Coureur                  | Pos                |
| 181                              | Julien Bernard (FRA)     | HD-6               |
| 182                              | Tony Gallopin (FRA)      | 48e                |
| 183                              | Gianluca Brambilla (ITA) | 15e                |
| 184                              | Kenny Elissonde (FRA)    | HD-6               |
| 185                              | Juan Pedro López (ESP)   | 11e                |
| 186                              | Simon Pellaud (SUI)      | AB-5               |
| 187                              | Antwan Tolhoek (NED)     | AB-4               |
| Directeur sportif : Kim Andersen |                          |                    |

| Euskaltel-Euskadi EUS            | Euskaltel-Euskadi EUS       | Euskaltel-Euskadi EUS |
| -------------------------------- | --------------------------- | --------------------- |
| Num                              | Coureur                     | Pos                   |
| 191                              | Xabier Mikel Azparren (ESP) | HD-6                  |
| 192                              | Ibai Azurmendi (ESP)        | AB-5                  |
| 193                              | Mikel Bizkarra (ESP)        | 21e                   |
| 194                              | Mikel Iturria (ESP)         | HD-6                  |
| 195                              | Asier Etxeberria (ESP)      | HD-6                  |
| 196                              | Gotzon Martín (ESP)         | 42e                   |
| 197                              | Xabier Isasa (ESP)          | HD-6                  |
| Directeur sportif : Jorge Azanza |                             |                       |

| Equipo Kern Pharma EKP             | Equipo Kern Pharma EKP | Equipo Kern Pharma EKP |
| ---------------------------------- | ---------------------- | ---------------------- |
| Num                                | Coureur                | Pos                    |
| 201                                | Héctor Carretero (ESP) | AB-5                   |
| 202                                | Roger Adrià (ESP)      | AB-6                   |
| 203                                | Jon Agirre (ESP)       | AB-6                   |
| 204                                | Diego López (ESP)      | HD-6                   |
| 205                                | Daniel Méndez (COL)    | AB-5                   |
| 206                                | Ibon Ruiz (ESP)        | 51e                    |
| 207                                | Igor Arrieta (ESP)     | 34e                    |
| Directeur sportif : Juan José Oroz |                        |                        |

| EF Education-EasyPost EFE              | EF Education-EasyPost EFE | EF Education-EasyPost EFE |
| -------------------------------------- | ------------------------- | ------------------------- |
| Num                                    | Coureur                   | Pos                       |
| 211                                    | Rigoberto Urán (COL)      | 10e                       |
| 212                                    | Diego Camargo (COL)       | HD-6                      |
| 214                                    | Ruben Guerreiro (POR)     | 20e                       |
| 215                                    | Mark Padun (UKR)          | AB-3                      |
| 216                                    | James Shaw (GBR)          | HD-6                      |
| 217                                    | Jonathan Caicedo (ECU)    | HD-6                      |
| Directeur sportif : Juan Manuel Gárate |                           |                           |

| Lotto-Soudal LTS                   | Lotto-Soudal LTS        | Lotto-Soudal LTS |
| ---------------------------------- | ----------------------- | ---------------- |
| Num                                | Coureur                 | Pos              |
| 221                                | Filippo Conca (ITA)     | HD-6             |
| 222                                | Steff Cras (BEL)        | 16e              |
| 224                                | Sylvain Moniquet (BEL)  | HD-6             |
| 225                                | Viktor Verschaeve (BEL) | AB-5             |
| 226                                | Harry Sweeny (AUS)      | AB-2             |
| 227                                | Maxim Van Gils (BEL)    | AB-3             |
| Directeur sportif : Cherie Pridham |                         |                  |

| Jumbo-Visma TJV                   | Jumbo-Visma TJV        | Jumbo-Visma TJV |
| --------------------------------- | ---------------------- | --------------- |
| Num                               | Coureur                | Pos             |
| 1                                 | Primož Roglič (SLO)    | 8e              |
| 2                                 | Gijs Leemreize (NED)   | 53e             |
| 3                                 | Chris Harper (AUS)     | AB-5            |
| 4                                 | Sepp Kuss (USA)        | HD-6            |
| 5                                 | Pascal Eenkhoorn (NED) | HD-6            |
| 6                                 | Milan Vader (NED)      | AB-6            |
| 7                                 | Jonas Vingegaard (DEN) | 6e              |
| Directeur sportif : Frans Maassen |                        |                 |

| Bahrain Victorious TBV            | Bahrain Victorious TBV    | Bahrain Victorious TBV |
| --------------------------------- | ------------------------- | ---------------------- |
| Num                               | Coureur                   | Pos                    |
| 11                                | Pello Bilbao (ESP)        | 5e                     |
| 12                                | Yukiya Arashiro (JPN)     | HD-6                   |
| 13                                | Gino Mäder (SUI)          | 40e                    |
| 14                                | Domen Novak (SLO)         | 43e                    |
| 15                                | Luis León Sánchez (ESP)   | AB-6                   |
| 16                                | Hermann Pernsteiner (AUT) | 44e                    |
| 17                                | Edoardo Zambanini (ITA)   | HD-6                   |
| Directeur sportif : Neil Stephens |                           |                        |

| UAE Team Emirates UAD               | UAE Team Emirates UAD | UAE Team Emirates UAD |
| ----------------------------------- | --------------------- | --------------------- |
| Num                                 | Coureur               | Pos                   |
| 21                                  | Alessandro Covi (ITA) | AB-6                  |
| 22                                  | George Bennett (NZL)  | NP-3                  |
| 23                                  | Jan Polanc (SLO)      | AB-6                  |
| 24                                  | Davide Formolo (ITA)  | 38e                   |
| 25                                  | Rafał Majka (POL)     | 35e                   |
| 26                                  | Diego Ulissi (ITA)    | 14e                   |
| 27                                  | Marc Soler (ESP)      | 7e                    |
| Directeur sportif : Andrej Hauptman |                       |                       |

| Astana Qazaqstan Team AST | Astana Qazaqstan Team AST   | Astana Qazaqstan Team AST |
| ------------------------- | --------------------------- | ------------------------- |
| Num                       | Coureur                     | Pos                       |
| 31                        | Stefan de Bod (RSA)         | HD-6                      |
| 32                        | Sebastián Henao (COL)       | 33e                       |
| 33                        | Yuriy Natarov (KAZ)         | AB-6                      |
| 34                        | Antonio Nibali (ITA)        | AB-6                      |
| 35                        | Aleksandr Riabushenko (BLR) | AB-5                      |
| 36                        | Javier Romo (ESP)           | AB-2                      |
| 37                        | Andrey Zeits (KAZ)          | HD-6                      |

| Quick-Step Alpha Vinyl QST         | Quick-Step Alpha Vinyl QST       | Quick-Step Alpha Vinyl QST |
| ---------------------------------- | -------------------------------- | -------------------------- |
| Num                                | Coureur                          | Pos                        |
| 41                                 | Julian Alaphilippe (FRA) (route) | 24e                        |
| 42                                 | Rémi Cavagna (FRA) (route)       | AB-6                       |
| 43                                 | Dries Devenyns (BEL)             | AB-6                       |
| 44                                 | Remco Evenepoel (BEL)            | 24e                        |
| 45                                 | James Knox (GBR)                 | AB-6                       |
| 46                                 | Mauri Vansevenant (BEL)          | 46e                        |
| Directeur sportif : Davide Bramati |                                  |                            |

| Movistar Team MOV                       | Movistar Team MOV                  | Movistar Team MOV |
| --------------------------------------- | ---------------------------------- | ----------------- |
| Num                                     | Coureur                            | Pos               |
| 51                                      | Enric Mas (ESP)                    | 9e                |
| 52                                      | Gorka Izagirre (ESP)               | 30e               |
| 53                                      | Gregor Mühlberger (AUT)            | 45e               |
| 54                                      | Nélson Oliveira (POR)              | AB-6              |
| 55                                      | Antonio Pedrero (ESP)              | HD-6              |
| 56                                      | Óscar Rodríguez Garaicoechea (ESP) | 47e               |
| 57                                      | Sergio Samitier (ESP)              | 54e               |
| Directeur sportif : José Luis Jaimerena |                                    |                   |

| Ineos Grenadiers IGD              | Ineos Grenadiers IGD           | Ineos Grenadiers IGD |
| --------------------------------- | ------------------------------ | -------------------- |
| Num                               | Coureur                        | Pos                  |
| 61                                | Omar Fraile (ESP) (route)      | HD-6                 |
| 62                                | Tao Geoghegan Hart (GBR)       | 29e                  |
| 63                                | Daniel Martínez (COL) (chrono) | 1er                  |
| 64                                | Carlos Rodríguez (ESP)         | 26e                  |
| 65                                | Geraint Thomas (GBR)           | 39e                  |
| 66                                | Ben Tulett (GBR)               | 22e                  |
| 67                                | Adam Yates (GBR)               | AB-6                 |
| Directeur sportif : Gabriel Rasch |                                |                      |

| Cofidis COF                          | Cofidis COF                 | Cofidis COF |
| ------------------------------------ | --------------------------- | ----------- |
| Num                                  | Coureur                     | Pos         |
| 71                                   | Ion Izagirre (ESP) (chrono) | 2e          |
| 72                                   | André Carvalho (POR)        | AB-5        |
| 73                                   | Rubén Fernández (ESP)       | HD-6        |
| 74                                   | Simon Geschke (GER)         | 27e         |
| 75                                   | José Herrada (ESP)          | HD-6        |
| 76                                   | Victor Lafay (FRA)          | AB-6        |
| 77                                   | Thomas Champion (FRA)       | HD-6        |
| Directeur sportif : Bingen Fernández |                             |             |

| Bora-Hansgrohe BOH | Bora-Hansgrohe BOH              | Bora-Hansgrohe BOH |
| ------------------ | ------------------------------- | ------------------ |
| Num                | Coureur                         | Pos                |
| 81                 | Emanuel Buchmann (GER)          | AB-6               |
| 82                 | Felix Großschartner (AUT)       | HD-6               |
| 83                 | Sergio Higuita (COL) (route)    | AB-5               |
| 84                 | Lennard Kämna (GER)             | AB-6               |
| 86                 | Aleksandr Vlasov (RUS) (chrono) | 3e                 |
| 87                 | Frederik Wandahl (DEN)          | HD-6               |

| Team BikeExchange-Jayco BEX          | Team BikeExchange-Jayco BEX | Team BikeExchange-Jayco BEX |
| ------------------------------------ | --------------------------- | --------------------------- |
| Num                                  | Coureur                     | Pos                         |
| 91                                   | Lucas Hamilton (AUS)        | AB-5                        |
| 92                                   | Tsgabu Grmay (ETH)          | AB-6                        |
| 93                                   | Jesús David Peña (COL)      | AB-3                        |
| 94                                   | Tanel Kangert (EST)         | AB-6                        |
| 95                                   | Jack Bauer (NZL)            | HD-6                        |
| 96                                   | Nick Schultz (AUS)          | AB-6                        |
| 97                                   | Jan Maas (NED)              | AB-5                        |
| Directeur sportif : David McPartland |                             |                             |

| TotalEnergies TEN                    | TotalEnergies TEN        | TotalEnergies TEN |
| ------------------------------------ | ------------------------ | ----------------- |
| Num                                  | Coureur                  | Pos               |
| 101                                  | Jérémy Cabot (FRA)       | 52e               |
| 102                                  | Fabien Doubey (FRA)      | 49e               |
| 103                                  | Fabien Grellier (FRA)    | HD-6              |
| 104                                  | Alan Jousseaume (FRA)    | AB-6              |
| 105                                  | Pierre Latour (FRA)      | NP-5              |
| 106                                  | Cristian Rodríguez (ESP) | 41e               |
| 107                                  | Alexis Vuillermoz (FRA)  | 25e               |
| Directeur sportif : Benoît Génauzeau |                          |                   |

| Intermarché-Wanty-Gobert Matériaux IWG | Intermarché-Wanty-Gobert Matériaux IWG | Intermarché-Wanty-Gobert Matériaux IWG |
| -------------------------------------- | -------------------------------------- | -------------------------------------- |
| Num                                    | Coureur                                | Pos                                    |
| 111                                    | Kobe Goossens (BEL)                    | AB-5                                   |
| 112                                    | Quinten Hermans (BEL)                  | AB-4                                   |
| 113                                    | Julius Johansen (DEN)                  | NP-3                                   |
| 114                                    | Laurens Huys (BEL)                     | AB-3                                   |
| 115                                    | Hugo Page (FRA)                        | AB-3                                   |
| 116                                    | Kévin Van Melsen (BEL)                 | NP-2                                   |
| 117                                    | Théo Delacroix (FRA)                   | AB-5                                   |
| Directeur sportif : Valerio Piva       |                                        |                                        |

| Team DSM DSM                     | Team DSM DSM             | Team DSM DSM |
| -------------------------------- | ------------------------ | ------------ |
| Num                              | Coureur                  | Pos          |
| 121                              | Romain Combaud (FRA)     | HD-6         |
| 122                              | Mark Donovan (GBR)       | NP-5         |
| 123                              | Leon Heinschke (GER)     | AB-6         |
| 124                              | Andreas Leknessund (NOR) | 28e          |
| 125                              | Tim Naberman (NED)       | AB-6         |
| 126                              | Florian Stork (GER)      | NP-5         |
| 127                              | Martijn Tusveld (NED)    | HD-6         |
| Directeur sportif : Luke Roberts |                          |              |

| Caja Rural-Seguros RGA CJR                        | Caja Rural-Seguros RGA CJR | Caja Rural-Seguros RGA CJR |
| ------------------------------------------------- | -------------------------- | -------------------------- |
| Num                                               | Coureur                    | Pos                        |
| 131                                               | Mikel Nieve (ESP)          | NP-6                       |
| 132                                               | Jonathan Lastra (ESP)      | 17e                        |
| 133                                               | Julen Amézqueta (ESP)      | NP-5                       |
| 134                                               | Orluis Aular (VEN)         | HD-6                       |
| 135                                               | Fernando Barceló (ESP)     | 31e                        |
| 136                                               | Jefferson Cepeda (ECU)     | AB-6                       |
| 137                                               | Jokin Murguialday (ESP)    | HD-6                       |
| Directeur sportif : José Miguel Fernández Reviejo |                            |                            |

| AG2R Citroën Team ACT                | AG2R Citroën Team ACT        | AG2R Citroën Team ACT |
| ------------------------------------ | ---------------------------- | --------------------- |
| Num                                  | Coureur                      | Pos                   |
| 141                                  | Clément Champoussin (FRA)    | NP-1                  |
| 142                                  | Felix Gall (AUT)             | 12e                   |
| 143                                  | Paul Lapeira (FRA)           | AB-3                  |
| 144                                  | Aurélien Paret-Peintre (FRA) | 37e                   |
| 145                                  | Valentin Paret-Peintre (FRA) | NP-3                  |
| 146                                  | Nicolas Prodhomme (FRA)      | HD-6                  |
| 147                                  | Andrea Vendrame (ITA)        | NP-6                  |
| Directeur sportif : Artūras Kasputis |                              |                       |

| Israel-Premier Tech IPT              | Israel-Premier Tech IPT    | Israel-Premier Tech IPT |
| ------------------------------------ | -------------------------- | ----------------------- |
| Num                                  | Coureur                    | Pos                     |
| 151                                  | Sebastian Berwick (AUS)    | NP-5                    |
| 152                                  | Alexander Cataford (CAN)   | AB-6                    |
| 153                                  | Alessandro De Marchi (ITA) | HD-6                    |
| 155                                  | Hugo Houle (CAN)           | 50e                     |
| 156                                  | James Piccoli (CAN)        | HD-6                    |
| 157                                  | Michael Woods (CAN)        | 13e                     |
| Directeur sportif : Zakkari Dempster |                            |                         |

| Groupama-FDJ GFC                     | Groupama-FDJ GFC                  | Groupama-FDJ GFC |
| ------------------------------------ | --------------------------------- | ---------------- |
| Num                                  | Coureur                           | Pos              |
| 161                                  | David Gaudu (FRA)                 | 18e              |
| 162                                  | Bruno Armirail (FRA)              | 36e              |
| 163                                  | Ignatas Konovalovas (LTU) (route) | AB-4             |
| 164                                  | Antoine Duchesne (CAN)            | HD-6             |
| 165                                  | Rudy Molard (FRA)                 | 32e              |
| 166                                  | Sébastien Reichenbach (SUI)       | 19e              |
| 167                                  | Anthony Roux (FRA)                | HD-6             |
| Directeur sportif : Philippe Mauduit |                                   |                  |

| Burgos-BH BBH                   | Burgos-BH BBH            | Burgos-BH BBH |
| ------------------------------- | ------------------------ | ------------- |
| Num                             | Coureur                  | Pos           |
| 171                             | Ander Okamika (ESP)      | HD-6          |
| 172                             | Daniel Navarro (ESP)     | 23e           |
| 173                             | Óscar Cabedo (ESP)       | HD-6          |
| 174                             | Victor Langellotti (MON) | AB-2          |
| 175                             | Ángel Madrazo (ESP)      | HD-6          |
| 176                             | Pelayo Sánchez (ESP)     | AB-6          |
| 177                             | Jetse Bol (NED)          | AB-6          |
| Directeur sportif : Rubén Pérez |                          |               |

| Trek-Segafredo TFS               | Trek-Segafredo TFS       | Trek-Segafredo TFS |
| -------------------------------- | ------------------------ | ------------------ |
| Num                              | Coureur                  | Pos                |
| 181                              | Julien Bernard (FRA)     | HD-6               |
| 182                              | Tony Gallopin (FRA)      | 48e                |
| 183                              | Gianluca Brambilla (ITA) | 15e                |
| 184                              | Kenny Elissonde (FRA)    | HD-6               |
| 185                              | Juan Pedro López (ESP)   | 11e                |
| 186                              | Simon Pellaud (SUI)      | AB-5               |
| 187                              | Antwan Tolhoek (NED)     | AB-4               |
| Directeur sportif : Kim Andersen |                          |                    |

| Euskaltel-Euskadi EUS            | Euskaltel-Euskadi EUS       | Euskaltel-Euskadi EUS |
| -------------------------------- | --------------------------- | --------------------- |
| Num                              | Coureur                     | Pos                   |
| 191                              | Xabier Mikel Azparren (ESP) | HD-6                  |
| 192                              | Ibai Azurmendi (ESP)        | AB-5                  |
| 193                              | Mikel Bizkarra (ESP)        | 21e                   |
| 194                              | Mikel Iturria (ESP)         | HD-6                  |
| 195                              | Asier Etxeberria (ESP)      | HD-6                  |
| 196                              | Gotzon Martín (ESP)         | 42e                   |
| 197                              | Xabier Isasa (ESP)          | HD-6                  |
| Directeur sportif : Jorge Azanza |                             |                       |

| Equipo Kern Pharma EKP             | Equipo Kern Pharma EKP | Equipo Kern Pharma EKP |
| ---------------------------------- | ---------------------- | ---------------------- |
| Num                                | Coureur                | Pos                    |
| 201                                | Héctor Carretero (ESP) | AB-5                   |
| 202                                | Roger Adrià (ESP)      | AB-6                   |
| 203                                | Jon Agirre (ESP)       | AB-6                   |
| 204                                | Diego López (ESP)      | HD-6                   |
| 205                                | Daniel Méndez (COL)    | AB-5                   |
| 206                                | Ibon Ruiz (ESP)        | 51e                    |
| 207                                | Igor Arrieta (ESP)     | 34e                    |
| Directeur sportif : Juan José Oroz |                        |                        |

| EF Education-EasyPost EFE              | EF Education-EasyPost EFE | EF Education-EasyPost EFE |
| -------------------------------------- | ------------------------- | ------------------------- |
| Num                                    | Coureur                   | Pos                       |
| 211                                    | Rigoberto Urán (COL)      | 10e                       |
| 212                                    | Diego Camargo (COL)       | HD-6                      |
| 214                                    | Ruben Guerreiro (POR)     | 20e                       |
| 215                                    | Mark Padun (UKR)          | AB-3                      |
| 216                                    | James Shaw (GBR)          | HD-6                      |
| 217                                    | Jonathan Caicedo (ECU)    | HD-6                      |
| Directeur sportif : Juan Manuel Gárate |                           |                           |

| Lotto-Soudal LTS                   | Lotto-Soudal LTS        | Lotto-Soudal LTS |
| ---------------------------------- | ----------------------- | ---------------- |
| Num                                | Coureur                 | Pos              |
| 221                                | Filippo Conca (ITA)     | HD-6             |
| 222                                | Steff Cras (BEL)        | 16e              |
| 224                                | Sylvain Moniquet (BEL)  | HD-6             |
| 225                                | Viktor Verschaeve (BEL) | AB-5             |
| 226                                | Harry Sweeny (AUS)      | AB-2             |
| 227                                | Maxim Van Gils (BEL)    | AB-3             |
| Directeur sportif : Cherie Pridham |                         |                  |